# 徐月初
徐月初（1929年—），男，江苏靖江人，中国音乐教育家、理论家，广西艺术学院教授，曾任中国音乐家协会理事。